# ロビー・イーグルス
ロビー・イーグルス（Robbie Eagles、1990年2月13日 - ）は、オーストラリアの男性プロレスラー。新日本プロレス所属。

## 来歴
2008年3月9日、オーストラリアのプロレス団体PWAでデビューを果たす。以降、国内でのキャリアを積み重ねていく。
2018年2月、新日本プロレスのオーストラリア巡業に参加。18日のシドニー大会では、マイク・モレッティとタッグを組み、EVIL&SANADA組と、19日のパース大会では、Cody、ウィル・オスプレイと3WAYマッチで対戦した。4月にはアメリカのPWGに参戦。ここで石森太二と出会う。
10月8日、新日本プロレス両国国技館大会のバックステージで、バッドラック・ファレがイーグルスのBULLET CLUB加入を発表。イーグルスは石森とタッグを組み、「SUPER Jr.TAG LEAGUE 2018」に出場した。16日、後楽園ホールで、獣神サンダー・ライガー&タイガーマスク組を相手に日本デビュー戦を行い、ライガーからロン・ミラー・スペシャルでタップを奪い、勝利した。
2019年5月、BEST OF THE SUPER Jr．26に初出場。
しかし、大会中のウィル・オスプレイとの公式戦において勝利こそしたもののエル・ファンタズモの介入に対して憤慨し、彼との間に溝が生じる。その後も度々ファンタズモ及びBULLET CLUBとの間に不協和音を奏でる。
NJPW SOUTHERN SHOWDOWN in MELBOURNEで行われた6月29日のオスプレイとのIWGPジュニアヘビー級選手権試合ではホームでの歓声を背にファンタズモの介入もあった中30分越えの大激闘の末ストームブレイカーでピンフォール負けを喫する。
試合後、介入したファンタズモにエルボーを放った後でオスプレイと握手を交わした。
6月30日 、NJPW SOUTHERN SHOWDOWN in SYDNEYでジェイ・ホワイト、ファレと組んでオスプレイ&棚橋弘至&オカダ・カズチカと6人タッグマッチを行い敗北。試合後オスプレイと共にジェイにトラースキックを見舞い、CHAOSに電撃加入した。
2021年7月25日、新日本プロレス・東京ドーム大会で王者・エル・デスペラードを下し、IWGPジュニアヘビー級王者となる。試合後の会見では「オーストラリア風のクレイジーなやり方」と、履いていたシューズに酒を注いで飲み干した。
9月5日、メットライフドーム大会にて、復帰直後の高橋ヒロムの挑戦を跳ね除け、初防衛に成功。試合後、前王者で同日にIWGPジュニアタッグ王者になったエル・デスペラードがリマッチを要求。イーグルスは交換条件としてタイガーマスクとのタッグでの挑戦を要求した。
10月26日、タイガーマスクとのタッグでIWGPジュニアタッグ王座を獲得。ジュニアヘビー級シングル王座との2冠王者となった。
11月6日、エル・デスペラードとのIWGPジュニアヘビー級選手権試合に敗れ王座陥落。
11月13日、後楽園ホールから始まったBEST OF THE SUPER Jr.28の出場選手としてシリーズ参戦。6勝5敗でシリーズを終える。
2022年1月5日、東京ドーム大会にてIWGPジュニアタッグ選手権試合 3WAYマッチに勝利し、王座防衛に成功する。また、この試合でエル・ファンタズモの疑惑の右足の正体を暴くことにも成功。その後、疑惑の右足の正体を暴かれたファンタズモが石森太二とのタッグでリマッチを要求し、2月の札幌大会でタイトルマッチが決定した。また、直前の大阪大会にて石森との前哨戦スペシャルシングルマッチが決定した。
2月13日、大阪大会にて石森太二との前哨戦シングルマッチに勝利。その直後、田口隆祐＆マスター・ワト組、エル・デスペラード＆金丸義信組がリング上に集結し、挑戦表明を行う。これにより札幌でのタイトルマッチが急遽4WAYマッチに変更された。そしてタイトルマッチ当日、パートナーのタイガーマスクが田口＆ワト組の合体技No.9で敗北し、王座陥落。
2023年3月21日、新日本プロレス長岡大会にて、IWGPジュニアヘビー級選手権後のVTRとザック・セイバーJr.による紹介により、TMDKに加入したことが発表された。

## 人物
趣味：ライブ鑑賞、映画、海に行くこと
好きな有名人：ポール・ラッド
好きな食べ物：寿司、フライドチキン

## 得意技
空中殺法を織り交ぜた変幻自在の膝攻めからサブミッションで相手を仕留めるのが基本的なファイトスタイル。飛び技は一般的にフォールを狙うために使われる事が多いが、イーグルスの場合関節へのダメージに繋げるのが特徴的。
イーグルスは自身のスタイルを「タクティクス（戦術）に長けていることからタクティシャンと呼ばれてきた」と語っている。

### フィニッシュ・ホールド
ロン・ミラー・スペシャル
現在のフィニッシュ・ホールド。トップロープから相手の膝に450°スプラッシュを決めてダメージを与え、すかさず裏足4の字固めに移行する。オーストラリアの往年のレスラー、ロン・ミラーの得意技を継承した。
Hyperion
最初の名前は「TRIGGER」. 片膝立ちになった相手の膝をシャイニング・ウィザードの要領で踏み台にし、顔面を蹴り抜く変型のレッグ・ラリアート。2023年のBEST OF THE SUPER Jr.で初披露した打撃フィニッシャー。
ワープ4.5
450°スプラッシュと同じ技。
ターボバックパック
相手の右足を取った状態で左肩越しに頭部をクラッチし、そのまま一気に引っこ抜いて相手を前方回転させ、シットダウンと同時にマットに叩きつける変形みちのくドライバーII。独創性溢れるオリジナル・ホールド。エプロンサイドで放つバージョンも使用。
パルスドロップ
背中越しに両手で相手の頭部を左肩に固定し、そのままセカンドロープを蹴り上げ、自らが後方宙返りをしながら体重を浴びせてリバースDDTで後頭部からマットに叩きつけるスプリングボード式の変型スライスブレッド。不知火と同型。
スライス・ブレッドDDT
相手と背中合わせの状態で頭部を両手で左肩に固定し、そのままコーナーを駆け上がり、後方宙返りをしながら途中でクラッチを切り替え、相手を脳天からマットに突き刺す、文字通りスライス・ブレッド式の変形DDT。

### フォール技
シートベルト
「BEST OF THE SUPER Jr. 26」で初披露。田口隆祐を丸め込んだ変形キドクラッチ。

### 投げ技
カッター
アサイDDT
尊敬するウルティモ・ドラゴンの技、リング下で鉄柱を蹴って叩きつける場合もある。
DDT
スープレックス
スーパープレックス

### 飛び技
トペ・コンヒーロ
トップロープとセカンドロープの間をすり抜けて飛びかかる。空中姿勢が非常に美しく、鉄柵を飛び超えてもしっかりと着地する身体能力の高さを見せる。

### 打撃技
Hi-Ya!
相手の左側頭部へのハイキック、顎下へのスーパーキック、一回転して延髄切りを連続で放つコンビネーションキック。
エルボー
エルボー・スタンプ
バックエルボー
バックハンド・チョップ
チョップ・スタンプ
クローズライン
スーパーキック
延髄切り
ドロップキック
低空ドロップキック
膝攻めの要。スワンダイブ式で放つことも多い。

## タイトル歴
新日本プロレス
- IWGPジュニアヘビー級王座 : 1回（第90代）
- IWGPジュニアタッグ王座 : 2回（第68・77代）（パートナーはタイガーマスク→藤田晃生）
- SUPER Jr. TAG LEAGUE 優勝 : 1回（2024年）（パートナーは藤田晃生）

Pro Wrestling Australia
- A1GP Championship
- PWA Heavyweight Championship : 3回
- PWA Tag Team Championship : 1回
- Soul of PWA Championship : 1回
- King Of The New School 2010 Tag Team Tournament winner : 1回

Melbourne City Wrestling
- MCW Intercommonwealth Championship : 1回

## 入場テーマ曲
- Creature / SETMEONFIRE
- Afterglow / In Hearts Wake